# Кодовий штамп
Кодовий штамп — форма, трафарет з реперными мітками для заповнення числових даних і спрощення їх подальшого розпізнавання автоматизованими засобами через Перцептрон. Найбільш широко дана форма застосовується у поштовому зв'язку СРСР та Росії, де використовується у вигляді індексної сітки на поштових конвертах та картках.

## Опис
У Державному стандарті Російської Федерації «ГОСТ Р 51506-99. Поштові конверти. Технічні вимоги. Методи контролю» (2000) дано таке визначення кодового штампу:
Кодовий штамп — трафарет для написання цифр індексу об'єкта поштового зв'язку адресата з реперними мітками, що забезпечують машинне читання зазначених цифр.
Таким чином, поштовий кодовий штамп є спрямовуючою індексною сіткою для нанесення поштового індексу підприємства зв'язку місця призначення при пересиланні поштового відправлення.

## Історія
У СРСР індексна сітка стала друкуватися в лівому нижньому куті цілісних речей, що випускаються Міністерством зв'язку СРСР з 1970 року при переході на автоматичне сортування поштових відправлень.

Індексна сітка на цілій (1) і цілісних (2-4) речах СРСР:
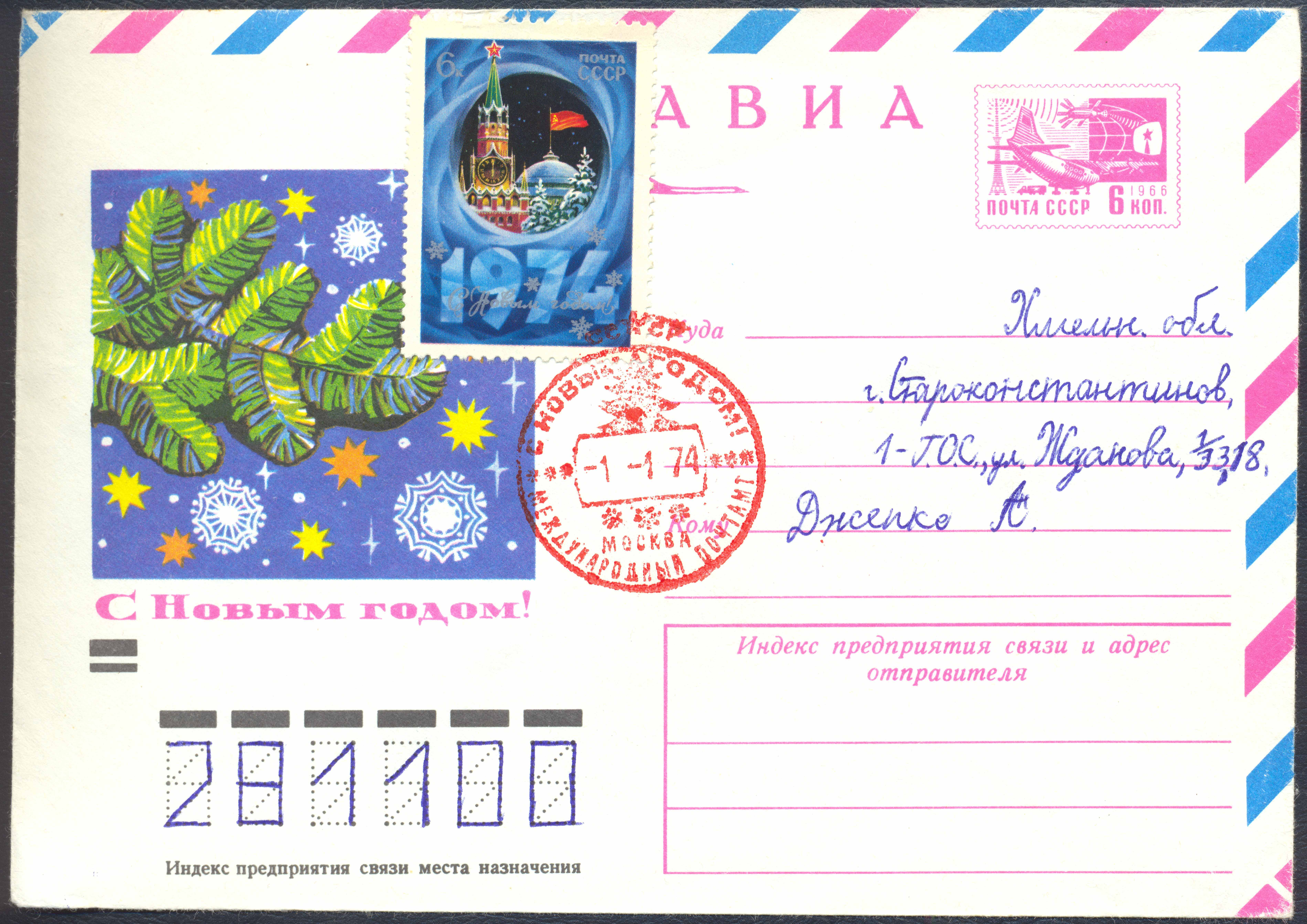
1.Філателістичний конверт із новорічною маркою(1973) та новорічним спецгасінням зроблено на Московському міжнародному поштамті 1 січня 1974 року
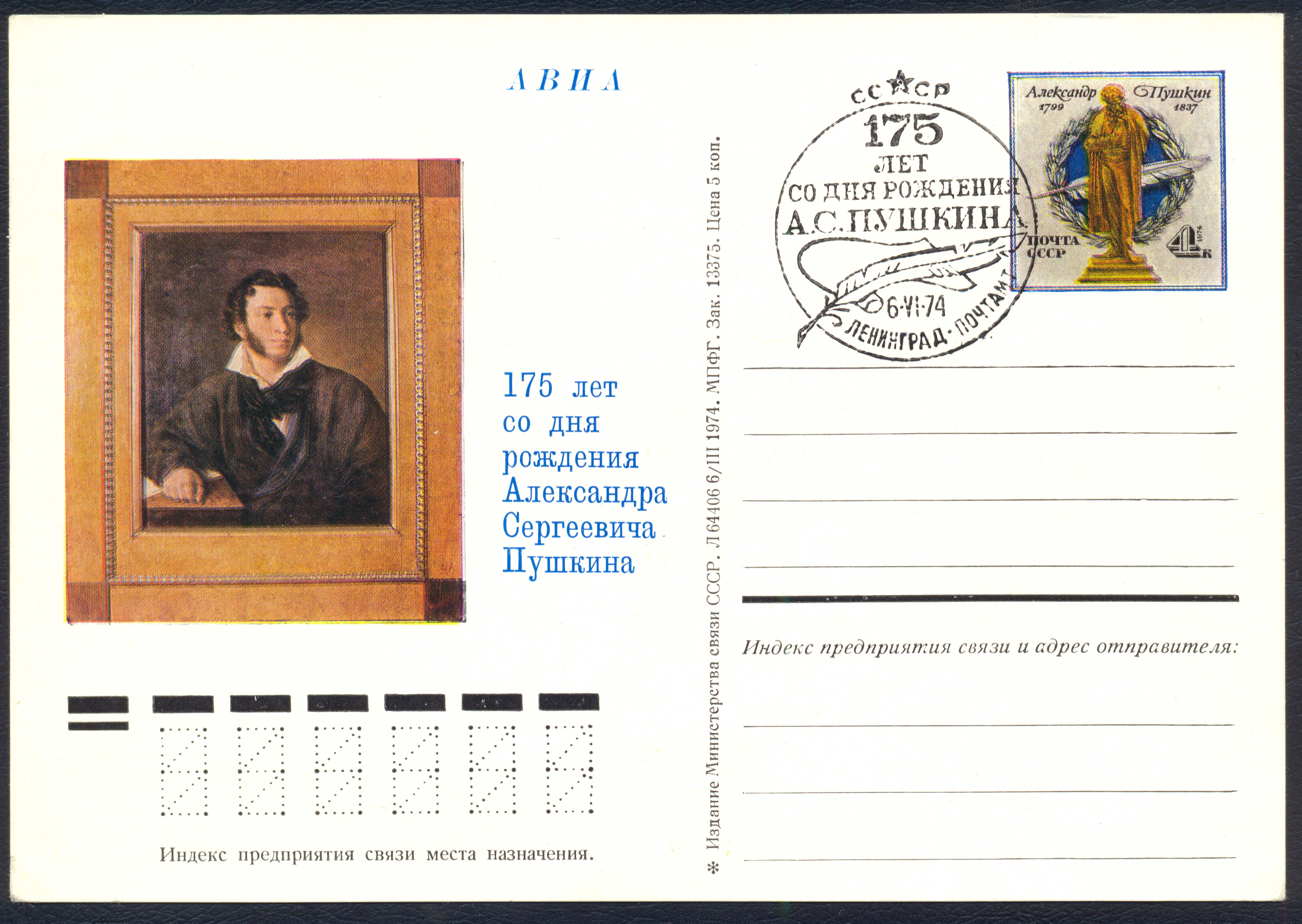
2.Одностороння поштова картка з оригінальною маркою та штемпелем спецгасіння, присвячена 175-річчю від дня народження О. Пушкіна(1974)
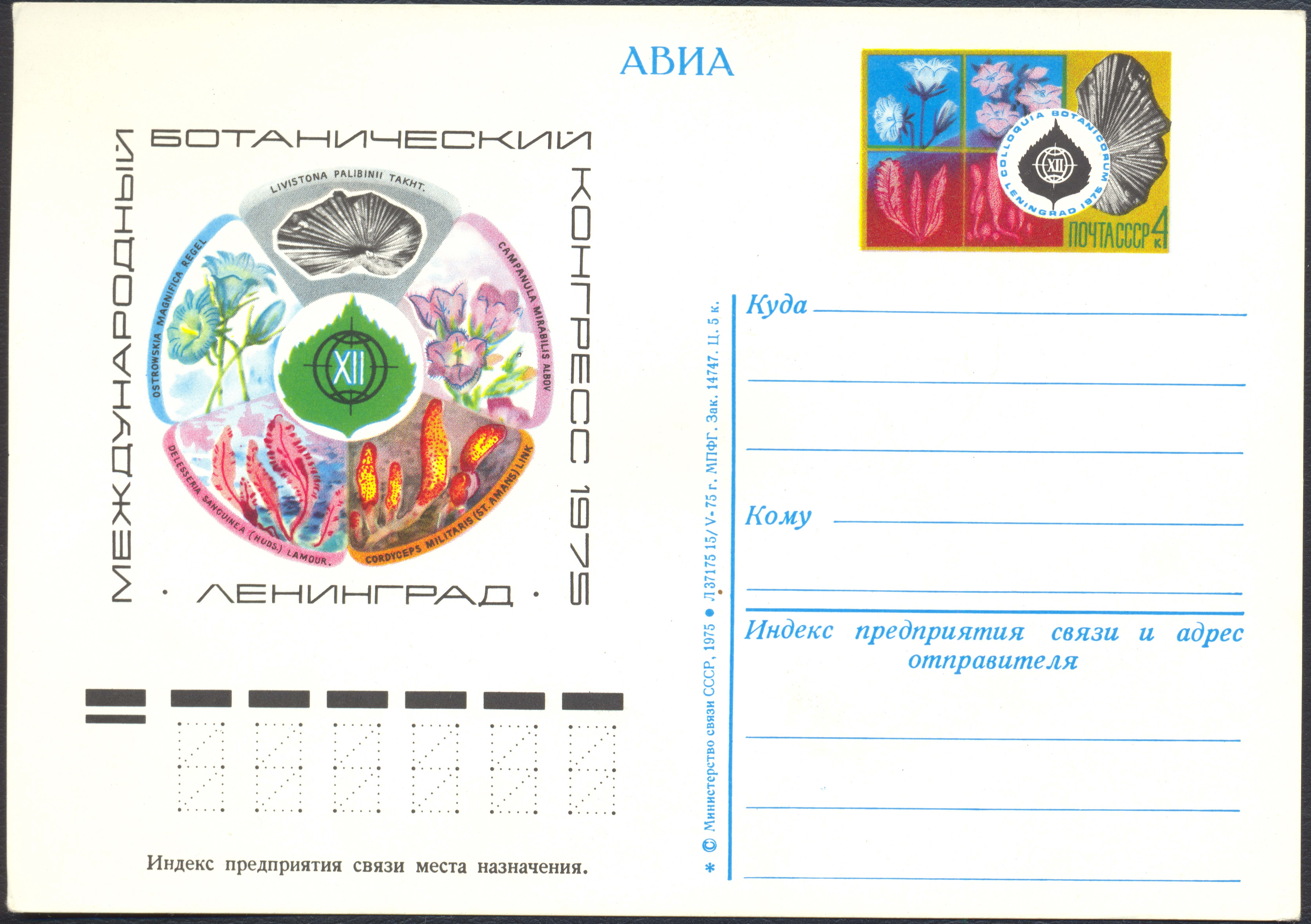
3. Одностороння поштова картка СРСР з оригінальною маркою, присвячена XII Міжнародному ботанічному конгресу (1975)
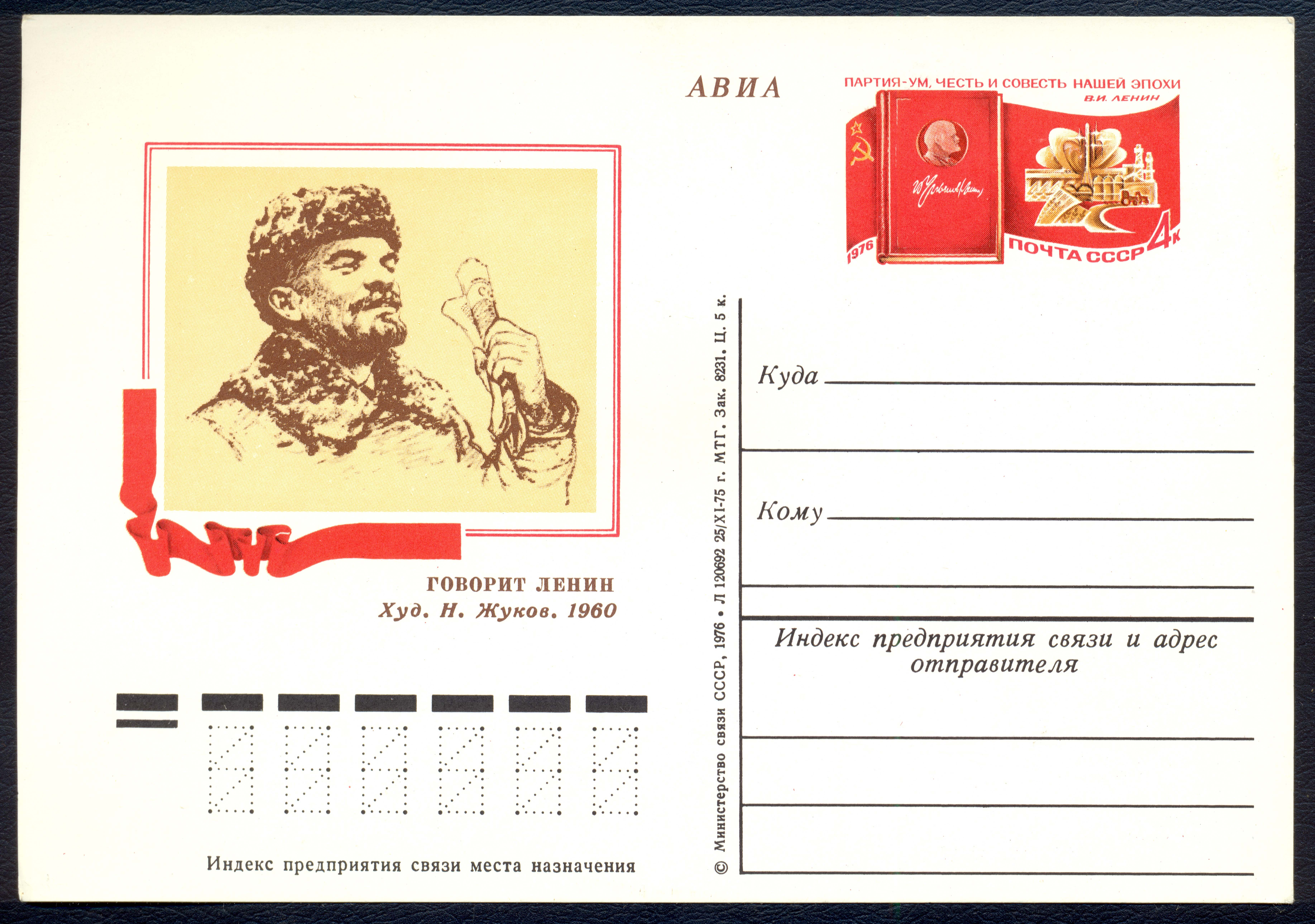
4. Одностороння поштова картка з оригінальною маркою, присвячена В. Леніну (1976)

У листопаді 2009 року Пошта Росії оголосила про відкриття першого в Росії автоматизованого сортувального центру, який використовує сучасну технологію сортування. У зв'язку з цим федеральний поштовий оператор відкрив кампанію «Пиши індекс правильно».